# Giải thưởng Nghệ thuật Baeksang lần thứ 59
Lễ trao giải Giải thưởng Nghệ thuật Baeksang lần thứ 59 (tiếng Hàn: 제59회 백상예술대상) do Tập đoàn JoongAng tổ chức, buổi lễ trao giải được tổ chức tại Incheon Paradise City, Incheon vào ngày 28 tháng 4 năm 2023, lúc 17:30 (KST). Shin Dong-yup, Bae Suzy và Park Bo-gum đóng vai trò là người dẫn chương trình tại buổi lễ trao giải. Buổi lễ được phát sóng trực tiếp tại Hàn Quốc bởi JTBC và ở những khu vực lãnh thổ khác bên ngoài Hàn Quốc trên nền tảng TikTok.
Là một lễ trao giải thường niên và danh giá nhất của Hàn Quốc, nhằm tôn vinh sự xuất sắc, những thành tựu trong trong lĩnh vực phim ảnh, truyền hình và sân khấu với sự sàng lọc, đánh giá nghiêm ngặt kỹ càng từ 60 vị giám khảo chuyên nghiệp, giám khảo trong ngành cùng với nhóm chuyên gia đại diện trong các lĩnh vực truyền hình, điện ảnh, sân khấu.
Các đề cử được công bố vào ngày 7 tháng 4 năm 2023 thông qua trang web chính thức của giải thưởng. Tất cả các tác phẩm phát hành trong khoảng thời gian từ ngày 1 tháng 4 năm 2022 đến ngày 31 tháng 3 năm 2023 đều đủ điều kiện để nhận được đề cử.

## Đề cử và đoạt giải
Tác phẩm và người đoạt giải được liệt kê ở đầu danh sách và được in đậm.

### Điện ảnh
| Daesang | Phim điện ảnh xuất sắc nhất |
| - Quyết tâm chia tay - Park Chan-wook (đạo diễn) – Quyết tâm chia tay | - Dạ điểu - Next Sohee - Thủy chiến đảo Hansan: Rồng trỗi dậy - Săn lùng - Quyết tâm chia tay |
| Đạo diễn xuất sắc nhất | Đạo diễn mới xuất sắc nhất |
| - Park Chan-wook – Quyết tâm chia tay - Kim Han-min – Thủy chiến đảo Hansan: Rồng trỗi dậy - Ahn Tae-jin – Dạ điểu - Lee Jung-jae – Săn lùng - Jung Ju-ri – Next Sohee | - Ahn Tae-jin – Dạ điểu - Kim Se-in – The Apartment with Two Women - Park Yi-woong – The Girl on a Bulldozer - Lee Sang-yong – Ngoài vòng pháp luật 2 - Lee Jung-jae – Săn lùng |
| Nam diễn viên chính xuất sắc nhất | Nữ diễn viên chính xuất sắc nhất |
| - Ryu Jun-yeol – Dạ điểu trong vai Cheon Kyung-soo - Ma Dong-seok – Ngoài vòng pháp luật 2 trong vai Ma Seok-do - Park Hae-il – Quyết tâm chia tay trong vai Hae-joon - Song Kang-ho – Người môi giới trong vai Sang-hyun - Jung Woo-sung – Săn lùng trong vai Kim Jung-do                                 | - Tang Wei – Quyết tâm chia tay trong vai Song Seo-rae - Bae Doona – Next Sohee trong vai Yoo-jin - Yang Mal-bok – The Apartment with Two Women trong vai Su-gyeong - Yum Jung-ah – Đưa em tìm mối tình đầu trong vai Oh Se-yeon - Jeon Do-yeon – Kill Bok Soon trong vai Gil Bok-soon |
| Nam diễn viên phụ xuất sắc nhất | Nữ diễn viên phụ xuất sắc nhất |
| - Byun Yo-han – Thủy chiến đảo Hansan: Rồng trỗi dậy trong vai Wakisaka - Kang Ki-young – Đàm phán trong vai Qasim / Lee Bong-han - Kim Sung-cheol – Dạ điểu trong vai Crown Prince Sohyeon - Park Ji-hwan – Ngoài vòng pháp luật 2 trong vai Jang I-soo - Im Si-wan – Hạ cánh khẩn cấp trong vai Jin-seok | - Park Se-wan – 6/45 trong vai Yeon-hee - Bae Doona – Người môi giới trong vai Soo-jin - Ahn Eun-jin – Dạ điểu trong vai Jo So-yong - Yum Jung-ah – Alienoid: Cuộc chiến xuyên không trong vai Heug-seoul - Lee Yeon – Kill Bok Soon trong vai Kim Yeong-ji                            |
| Nam diễn viên mới xuất sắc nhất | Nữ diễn viên mới xuất sắc nhất |
| - Park Jin-young – Christmas Carol trong vai Joo Il-woo / Joo Wol-woo - No Jae-won – Missing Yoon trong vai Jung Joon-ok - Byeon Woo-seok – Cô gái thế kỷ 20 trong vai Poong Woon-ho - Seo In-guk – Kế hoạch săn sói trong vai Park Jong-doo - Ong Seong-wu – Đưa em tìm mối tình đầu trong vai Jeong-woo  | - Kim Si-eun – Next Sohee trong vai So-hee - Go Youn-jung – Săn lùng trong vai Jo Yoo-jeong - Kim Hye-yoon – The Girl on a Bulldozer trong vai Goo Hye-young - Lee Ji-eun – Người môi giới trong vai Moon So-young - Ha Yoon-kyung – Gyeong-ah's Daughter trong vai Yeon-su            |
| Biên kịch xuất sắc nhất | Thành tựu kỹ thuật xuất sắc nhất |
| - Jung Joo-ri – Next Sohee - Park Gyu-tae – 6/45 - Lee Jung-jae, Jo Seung-hee – Săn lùng - Park Chan-wook, Jeong Seo-kyeong – Quyết tâm chia tay - Ahn Tae-jin, Hyun Kyu-ri – Dạ điểu | - Lee Mo-gae (Quay phim) – Săn lùng - Ryu Seong-hui (Chỉ đạo nghệ thuật) – Quyết tâm chia tay - Jeong Seong-jin, Jeong Chul-min (VFX) – Thủy chiến đảo Hansan: Rồng trỗi dậy - Cho Young-wook (Âm nhạc) – Quyết tâm chia tay - Hong Seung-cheol (Ánh sáng) – Dạ điểu                   |

#### Phim điện ảnh giành nhiều danh hiệu nhất
Các bộ phim sau đây đã giành được nhiều giải thưởng nhất:
| Giải thưởng | Phim điện ảnh      |
| ----------- | ------------------ |
| 3           | Quyết tâm chia tay |
| 3           | Dạ điểu            |
| 2           | Next Sohee         |

#### Phim điện ảnh nhận được nhiều đề cử nhất
Các bộ phim sau đây đã nhận được nhiều đề cử nhất:
| Đề cử | Phim điện ảnh                        |
| ----- | ------------------------------------ |
| 8     | Dạ điểu                              |
| 7     | Quyết tâm chia tay                   |
| 7     | Săn lùng                             |
| 5     | Next Sohee                           |
| 4     | Thủy chiến đảo Hansan: Rồng trỗi dậy |
| 3     | Người môi giới                       |
| 3     | Ngoài vòng pháp luật 2               |
| 2     | Bỗng dưng trúng số                   |
| 2     | Kill Bok Soon                        |
| 2     | Đưa em tìm mối tình đầu              |
| 2     | The Apartment with Two Women         |
| 2     | The Girl on a Bulldozer              |

### Truyền hình
| Daesang | |
| - Park Eun-bin (nữ diễn viên) – Nữ luật sư kỳ lạ Woo Young Woo trong vai Woo Young-woo - Nữ luật sư kỳ lạ Woo Young Woo (chính kịch) (ENA) - Lee Sung-min (diễn viên) – Cậu út nhà tài phiệt trong vai Jin Yang-chul - Kim Eun-sook (biên kịch) – Vinh quang trong thù hận - Vinh quang trong thù hận (chính kịch) (Netflix)           | |
| Phim truyền hình xuất sắc nhất | Đạo diễn xuất sắc nhất |
| - Vinh quang trong thù hận (Netflix) - Nhật ký tự do của tôi (JTBC) - Blues nơi đảo xanh (tvN) - Nữ luật sư kỳ lạ Woo Young Woo (ENA) - Ba chị em (tvN) | - Yoo In-shik – Nữ luật sư kỳ lạ Woo Young Woo - Kim Kyu-tae – Blues nơi đảo xanh - Kim Seok-yoon – Nhật ký tự do của tôi - Kim Hee-won – Ba chị em - Lee Joo-young – Anna |
| Chương trình giải trí xuất sắc nhất | Chương trình giáo dục xuất sắc nhất |
| - Psick Show (mùa 3) (YouTube) - Earth Arcade (tvN) - Physical: 100 (Netflix) - EXchange Season 2 (TVING) - SNL Korea 3 (Coupang Play) | - Adult Kim Jang-ha (MBC Gyeongnam) - National Investigation Headquarters (Wavve) - In the Name of God: A Holy Betrayal (Netflix) - Your Literacy Skills+ (EBS) - Hidden Earth: 3 Billion Years on the Korean Peninsula (KBS) |
| Nam diễn viên chính xuất sắc nhất | Nữ diễn viên chính xuất sắc nhất |
| - Lee Sung-min – Cậu út nhà tài phiệt trong vai Jin Yang-chul - Son Suk-ku – Nhật ký tự do của tôi trong vai Gu Ja-gyeong - Lee Byung-hun – Blues nơi đảo xanh trong vai Lee Dong-seok - Jung Kyung-ho – Khóa học yêu cấp tốc trong vai Choi Chi-yeol - Choi Min-sik – Big Bet trong vai Cha Mu-sik                                    | - Song Hye-kyo – Vinh quang trong thù hận trong vai Moon Dong-eun - Kim Ji-won – Nhật ký tự do của tôi trong vai Yeom Mi-jeong - Kim Hye-soo – Dưới bóng trung điện trong vai Trung điện Vương phi Im Hwa-ryeong - Park Eun-bin – Nữ luật sư kỳ lạ Woo Young Woo trong vai Woo Young-woo - Bae Suzy – Anna trong vai Lee Yumi / Lee Anna   |
| Nam diễn viên phụ xuất sắc nhất | Nữ diễn viên phụ xuất sắc nhất |
| - Jo Woo-jin – Thánh ma túy trong vai Byeon Ki-tae - Kang Ki-young – Nữ luật sư kỳ lạ Woo Young Woo trong vai Jung Myung-seok - Kim Do-hyun – Cậu út nhà tài phiệt trong vai Choi Chang-je - Kim Jun-han – Anna trong vai Choi Ji-hoon - Park Sung-hoon – Vinh quang trong thù hận trong vai Jeon Jae-joon                             | - Lim Ji-yeon – Vinh quang trong thù hận trong vai Park Yeon-jin - Kim Shin-rok – Cậu út nhà tài phiệt trong vai Jin Hwa-young - Yeom Hye-ran – Vinh quang trong thù hận trong vai Kang Hyeon-nam - Lee El – Nhật ký tự do của tôi trong vai Yeom Ki-jeong - Jung Eun-chae – Anna trong vai Lee Hyeon-ju                                   |
| Nam diễn viên mới xuất sắc nhất | Nữ diễn viên mới xuất sắc nhất |
| - Moon Sang-min – Dưới bóng trung điện trong vai Vương thế tử Seongnam / Yi Kang - Kim Gun-woo – Vinh quang trong thù hận trong vai Son Myeong-oh - Kim Min-ho – New Recruit trong vai Park Min-seok - Joo Jong-hyuk – Nữ luật sư kỳ lạ Woo Young Woo trong vai Kwon Min-woo - Hong Kyung – Người hùng yếu đuối trong vai Oh Beom-seok | - Roh Yoon-seo – Khóa học yêu cấp tốc trong vai Nam Hae-yi - Kim Hieora – Vinh quang trong thù hận trong vai Lee Sa-ra - Lee Kyung-seong – Nhật ký tự do của tôi trong vai Kwak Hye-suk - Joo Hyun-young – Nữ luật sư kỳ lạ Woo Young Woo trong vai Dong Geu-ra-mi - Ha Yoon-kyung – Nữ luật sư kỳ lạ Woo Young Woo trong vai Choi Su-yeon |
| Nam nghệ sĩ tạp kỹ xuất sắc nhất | Nữ nghệ sĩ tạp kỹ xuất sắc nhất |
| - Kim Jong-kook - Kian84 - Kim Kyung-wook - Jun Hyun-moo - Hwang Je-sung | - Lee Eun-ji - Kim Min-kyung - Park Se-mi - Lee Soo-ji - Joo Hyun-young |
| Biên kịch xuất sắc nhất | Thành tựu kỹ thuật xuất sắc nhất |
| - Park Hae-young – Nhật ký tự do của tôi - Kim Eun-sook – Vinh quang trong thù hận - Moon Ji-won – Nữ luật sư kỳ lạ Woo Young Woo - Jeong Seo-kyung – Ba chị em - Hong Jung-eun, Hong Mi-ran – Người hùng yếu đuối | - Ryu Seong-hui (Chỉ đạo nghệ thuật) – Ba chị em - Noh Young-sim (Âm nhạc) – Nữ luật sư kỳ lạ Woo Young Woo - Song Nak-hoon, Jo Jin-hyeon, Hwang In-woo (Quay phim) – Inkigayo - Hwang Jin-hye (Hiệu ứng hình ảnh) – Nữ luật sư kỳ lạ Woo Young Woo - Jang Jong-kyung (Quay phim) – Vinh quang trong thù hận                               |

#### Chương trình truyền hình giành nhiều danh hiệu nhất
Các chương trình truyền hình sau đây đã giành được nhiều giải thưởng nhất:
| Giải thưởng | Chương trình truyền hình       |
| ----------- | ------------------------------ |
| 3           | Vinh quang trong thù hận       |
| 2           | Nữ luật sư kỳ lạ Woo Young Woo |

#### Chương trình truyền hình nhận được nhiều đề cử nhất
Các chương trình truyền hình sau đây đã nhận được nhiều đề cử nhất:
| Đề cử | Chương trình truyền hình       |
| ----- | ------------------------------ |
| 10    | Nữ luật sư kỳ lạ Woo Young Woo |
| 9     | Vinh quang trong thù hận       |
| 7     | Nhật ký tự do của tôi          |
| 4     | Anna                           |
| 4     | Ba chị em                      |
| 3     | Blues nơi đảo xanh             |
| 3     | Cậu út nhà tài phiệt           |
| 2     | Khóa học yêu cấp tốc           |
| 2     | Dưới bóng trung điện           |

### Sân khấu kịch
| Baeksang Theater | |
| - None Elected – Doosan Art Center - Jeong Hee-jung – Rabbit Hole Theater - Teenage Dick – National Theater - DRAG x Namjangsinsa [Drag by Namjangsinsa] – Drag King Contest | |
| Diễn xuất xuất sắc nhất | Người mới xuất sắc nhất |
| - Ha Ji-seong – Teenage Dick - Kwon Eun-hye – DRAG x Namjangsinsa [Drag by Namjangsinsa] - Choi Ho-young – Transfers - Choi Hee-jin – Nosce - Ha Ji-eun – The Welkin         | - Now Archive (sân khấu kịch) – A Little Lonely Monologue and Always Friendly Songs - Bae Hae-ryul (biên kịch) – Once Upon a Time, There Was an Asian Small-Clawed Otter Living in Seoul City - Jang Han-sae (đạo diễn) – The World is Ending Like This, Without a Bang, With Sobs - Jin Ju (biên kịch) – Class - Han A-reum (đạo diễn và biên kịch) – Plastic Paradise |

### Giải thưởng đặc biệt
Cuộc bình chọn cho giải thưởng TikTok Popularity Award được tổ chức từ 11:00 (KST) ngày 18 tháng 4 đến 16:00 (KST) ngày 26 tháng 4 thông qua nền tảng TikTok.
| Giải thưởng                   | Người nhận     |
| ----------------------------- | -------------- |
| TikTok Popularity Award – Nam | Park Jin-young |
| TikTok Popularity Award – Nữ  | Lee Ji-eun     |
| Gucci Impact Award            | Next Sohee     |

## Những người trao giải và trình diễn
Các cá nhân và nhóm sau đây, được liệt kê theo thứ tự xuất hiện, vai trò của họ được phân chia ra, có thể là người trao giải thưởng, trình diễn âm nhạc hoặc diễn kịch.

### Người trao giải
| Người trao giải                 | Hạng mục | Nguồn  |
| ------------------------------- | --- | ------ |
| Koo Kyo-hwan và Kim Hye-jun     | Nam diễn viên mới xuất sắc nhất – Truyền hình, Nữ diễn viên mới xuất sắc nhất – Truyền hình và Người mới xuất sắc nhất – Sân khấu kịch                                        | [ 13 ] |
| Lee Hong-nae và Lee Yoo-mi      | Nam diễn viên mới xuất sắc nhất – Điện ảnh, Nữ diễn viên mới xuất sắc nhất – Điện ảnh và Đạo diễn mới xuất sắc nhất – Điện ảnh                                                | [ 13 ] |
| Kim Byung-chul và Lee Moo-saeng | Thành tựu kỹ thuật xuất sắc nhất – Truyền hình, Thành tựu kỹ thuật xuất sắc nhất – Điện ảnh, Biên kịch xuất sắc nhất – Phim truyền hình và Biên kịch xuất sắc nhất – Điện ảnh | [ 13 ] |
| Cho Hyun-chul và Kim Shin-rok   | Nam diễn viên phụ xuất sắc nhất – Truyền hình và Nữ diễn viên phụ xuất sắc nhất – Truyền hình                                                                                 | [ 13 ] |
| Jo Woo-jin và Lee Soo-kyung     | Nam diễn viên phụ xuất sắc nhất – Điện ảnh và Nữ diễn viên phụ xuất sắc nhất – Điện ảnh                                                                                       | [ 13 ] |
| Kim Shin-rok và Kim Sun-ah      | Gucci Impact Award | [ 13 ] |
| Lee Yong-jin và Joo Hyun-young  | Chương trình giải trí xuất sắc nhất, Nam nghệ sĩ tạp kỹ xuất sắc nhất và Nữ nghệ sĩ tạp kỹ xuất sắc nhất                                                                      | [ 13 ] |
| Lee Je-hoon và Greg Hsu         | Đạo diễn xuất sắc nhất – Truyền hình và Đạo diễn xuất sắc nhất – Điện ảnh | [ 13 ] |
| Yoon Hyun-min và Yoo In-na      | TikTok Popularity Award cho Nam diễn viên được yêu thích nhất và Nữ diễn viên được yêu thích nhất                                                                             | [ 13 ] |
| Park Wan-gyu và Hwang Sun-mi    | Diễn xuất xuất sắc nhất – Sân khấu kịch | [ 13 ] |
| Sol Kyung-gu và Lee Hye-young   | Nam diễn viên chính xuất sắc nhất – Điện ảnh và Nữ diễn viên chính xuất sắc nhất – Điện ảnh                                                                                   | [ 13 ] |
| Park Shin-hye và Park Hyung-sik | Chương trình giáo dục xuất sắc nhất, Phim điện ảnh xuất sắc nhất và Phim truyền hình xuất sắc nhất                                                                            | [ 13 ] |
| Park Ji-ah                      | Baeksang Theater | [ 13 ] |
| Lee Jun-ho và Kim Tae-ri        | Nam diễn viên chính xuất sắc nhất – Truyền hình và Nữ diễn viên chính xuất sắc nhất – Truyền hình                                                                             | [ 13 ] |
| Ryoo Seung-wan                  | Daesang – Điện ảnh | [ 13 ] |
| Uhm Jung-hwa và Jeongdo Hong    | Daesang – Truyền hình | [ 13 ] |

### Trình diễn
| Nghệ sĩ                                                                          | Tiết mục trình diễn | Nguồn  |
| -------------------------------------------------------------------------------- | ------------------- | ------ |
| Park Jin-young, Kim Si-eun, Oh Ji-yul, Lim Ji-ho, Kang Hyun-oh và Kim Jung-young | "A Throwing Stone"  | [ 14 ] |